# Christopher Lyttelton (12e vicomte Cobham)
Christopher Charles Lyttelton, 12e vicomte Cobham (né le 23 octobre 1947) est un noble britannique et pair de la famille Lyttelton au Royaume-Uni.

## Biographie
Deuxième fils du 10e vicomte Cobham, il fait ses études au Collège d'Eton, où son père a été avant lui. Il hérite du titre le 13 juillet 2006 à la mort de son frère aîné, John Lyttelton (11e vicomte Cobham), qui n'a pas d'enfant. Il hérite également du siège familial de Hagley Hall, près de Stourbridge dans le Worcestershire, qui est en mauvais état. Son prédécesseur, le 11e vicomte, a réussi à alléger une partie de la dette en vendant les terres entourant la maison, mais le domaine fait toujours face à des dettes croissantes. Il lance des travaux de restauration et de conservation autour des zones délabrées de la maison principale et le réaménagement du parc entourant la maison en coopération avec English Heritage et Natural England ,. Lord Cobham et sa femme vivent dans une partie de la maison principale tandis que le reste est ouvert au public et disponible à la location comme lieu de mariages et d'événements.

## Mariage et descendance
Il épouse Teresa Mary (Tessa) Readman, fille du colonel Alexander George Jeremy Readman et de Mary Kay Curtis, en 1973. Ils ont deux enfants:
- Oliver Christopher Lyttelton (né en 1976), héritier présomptif
- Sophie Emma Lyttelton (née en 1978); marié avec enfants